# 비슈누쿤디나 왕조
비슈누쿤디나 왕조(산스크리트어: विष्णुकुंडिन)는 5세기와 6세기에 데칸, 특히 안드라프라데시, 텔랑가나, 오디샤 및 남인도의 일부를 지배하던 인도의 왕조로 바카타카 제국에서 세력 기반을 이루었으며, 5세기와 6세기 데칸의 역사에서 중요한 역할을 했다. 왕조는 처음에 인드라팔라나가라(오늘날 텔랑가나주의 날곤다구)에서 통치하다가 나중에 덴둘루 및 아마라바티로 옮겨졌다.
고다바리강의 북쪽 지역인 칼링가는 독립했으며, 크리슈나강의 남쪽 지역은 팔라바에게 빼았겼다. 비슈누쿤디나의 통치는 찰루키아의 풀라케신 2세에 의한 동부 데칸의 정복으로 끝났으며, 풀라케신 2세는 그의 형제 쿠브자 비슈누바르다나를 총독으로 임명하여 정복된 땅을 다스렸다. 결국 비슈누바르다나는 독립을 선언하고 동찰루키아를 세웠다.

## 기원
"비슈누쿤디나"는 비누콘다가 산스크리트화된 이름이다. 왕조의 초기 통치자들은 고용주를 찾아 동부 데칸에서 서부 데칸으로 이주했거나 바카타카 왕조에서 봉신 지위를 얻었을 수도 있다.

## 역사
비슈누쿤디나의 통치는 살란카야나 왕조의 끝과 624년 동찰루키아 세력의 부상 사이에 고정될 수 있다. 일부 역사가들은 비슈누쿤디나의 통치가 420년에서 624년이라고 언급하는 반면, 다른 역사가들은 그들의 통치가 5세기 초에서 7세기라고 말한다.

### 고빈다 바르마 1세[3]
고빈다 바르마 1세는 마하라자의 제국 칭호를 받았고 그의 아들 마다바 바르마 1세는 스리파르바타(나가르주나콘다)와 인드라팔라구타의 보조금을 기반으로 한 권력의 창시자였다.

### 마다바 바르마 1세
마다바 바르마 1세(c. 420 – c. 455)는 비슈누쿤디나 세력의 창시자였다.

### 마다바 바르마 2세
마다바 바르마 2세는 인도 비슈누쿤디나 왕조에서 가장 강력한 왕으로, 그의 치세(c. 440 – c. 460)는 비슈누쿤디나의 황금기였다. 그는 비슈누쿤디나 왕조의 가장 위대한 통치자로 여겨진다. 비슈누쿤디나 제국은 그의 치하에서 가장 큰 영토를 차지했다. 그는 강력한 바카타카 왕인 프리트세나 2세를 물리쳤으며, 프리트비세나 2세의 딸 바카타카 마하데비와 결혼했다. 또한 바카타카 유력 가문의 공주는 마다바 바르마의 아들 비크라멘드라 바르마와 결혼했다.
이 동맹은 그들에게 큰 힘을 주어 동해안으로 영향력을 확장하고 그 지역에 남아있는 하급 족장들을 무찌르기 수월하게 했다. 마다바 바르마 2세는 칸치푸람의 팔라바에게 종속하며 군투르, 티날리 및 온골레를 지배하고 있던 아난다 고트리카에 대항하여 그의 무기를 이끌었다.
아난다 고트리카의 지역을 점령한 후 마다바 바르마 2세는 아마라푸라(오늘날 아마라바티)로 천도했다. 팔라바의 끊임없는 위협을 염두하던 그는 그들의 활동을 점검하기 위해 전초 기지를 만들고 그의 아들인 데바 바르마와 그의 사후 손자 마다바 바르마 3세를 부왕으로 임명했다.
그 다음 마다바 바르마 2세는 살란카야나의 밑에 있던 벵기 왕국으로 시선을 돌려 벵기 지역을 점령하였으며, 고다바리 지역은 비슈누쿤디나 영토의 일부가 되었다. 이러한 정복 후에 수도는 아마라푸라보다 더 중심적인 위치인 베즈와다(비자야와다)로 옮겨졌을 것이다. 이러한 광범위한 정복으로 그는 닥쉬나파타(남쪽 국가)의 군주라는 칭호를 받았다. 이러한 다양한 정복 후에 마다바 바르마는 많은 아슈바메다, 라자수야 및 기타 베다 희생제를 수행했다.

### 마다바 바르마 2세의 후계자
비슈누쿤디나의 위상은 다음 통치자 비크라멘드라 바르마 1세(508-528)의 치세 동안 최저점에 있었으며, 인드라 바타라카 바르마(528-555)의 치세 동안 끊임없는 투쟁과 왕조 투쟁을 경험했다. 인드라 바타라카는 적대적인 칼링가 부하인 인드라 바르마를 견딜 수 없었고 전투에서 목숨을 잃었다. 비슈누쿤디나는 고다바리 북쪽의 칼링가를 잃었다.

### 비크라멘드라 바르마 2세
비크라멘드라 바르마 2세(555-569)의 즉위와 함께 비슈누쿤디나 가문의 위상이 회복되었다. 그는 칼링가 지역에 즉시 접근하기 위해 수도를 베즈와다에서 렌둘루루로 옮겼다. 그는 팔라바 통치자 심하바르만의 공격을 격퇴했으며, 칼링가 지역에 대한 비슈누쿤디나의 지배를 회복할 만큼 충분한 성공을 거뒀다. 그의 아들 고빈다 바르만 2세는 비교적 짧은 치세(569-573)를 누렸다.

### 얀스라야 마다바 바르마 4세
비슈누쿤디나 제국은 유능한 통치자 얀스라야 마다바 바르마 4세(573-621) 치하에서 제국의 확장과 문화적 번영을 다시 시작했다. 이 신중한 왕은 벵기에서 자신의 위치를 공고히 하는데 초반 치세를 보냈다. 그의 치세 후반부는 전쟁과 정복으로 특징지어진다. 재위 37년에 그는 구다디비샤에서 자신의 부하 추장 두르자야 프루트비 마하라자의 반란을 진압했다.
마다바 바르마 4세는 치세 마지막 해에 찰루키아의 맹공에 직면해야 했다. 616년경에 풀라케신 2세와 그의 형제 쿠브자 비슈누바르다나는 비슈누쿤디나의 벵기와 그들의 종속 두르자야의 피타푸람 지역을 정복했다. 재위 48년인 621년에 마다바는 그의 영토에서 찰루키아를 몰아내기 위해 고다바리 강을 건넜지만 결국 전장에서 목숨을 잃었으며, 그의 아들 만차나 바타라카도 찰룬키아에게 추방되었을 수 있다. 그리하여 비슈누쿤디나의 통치는 624년에 막을 내렸다.

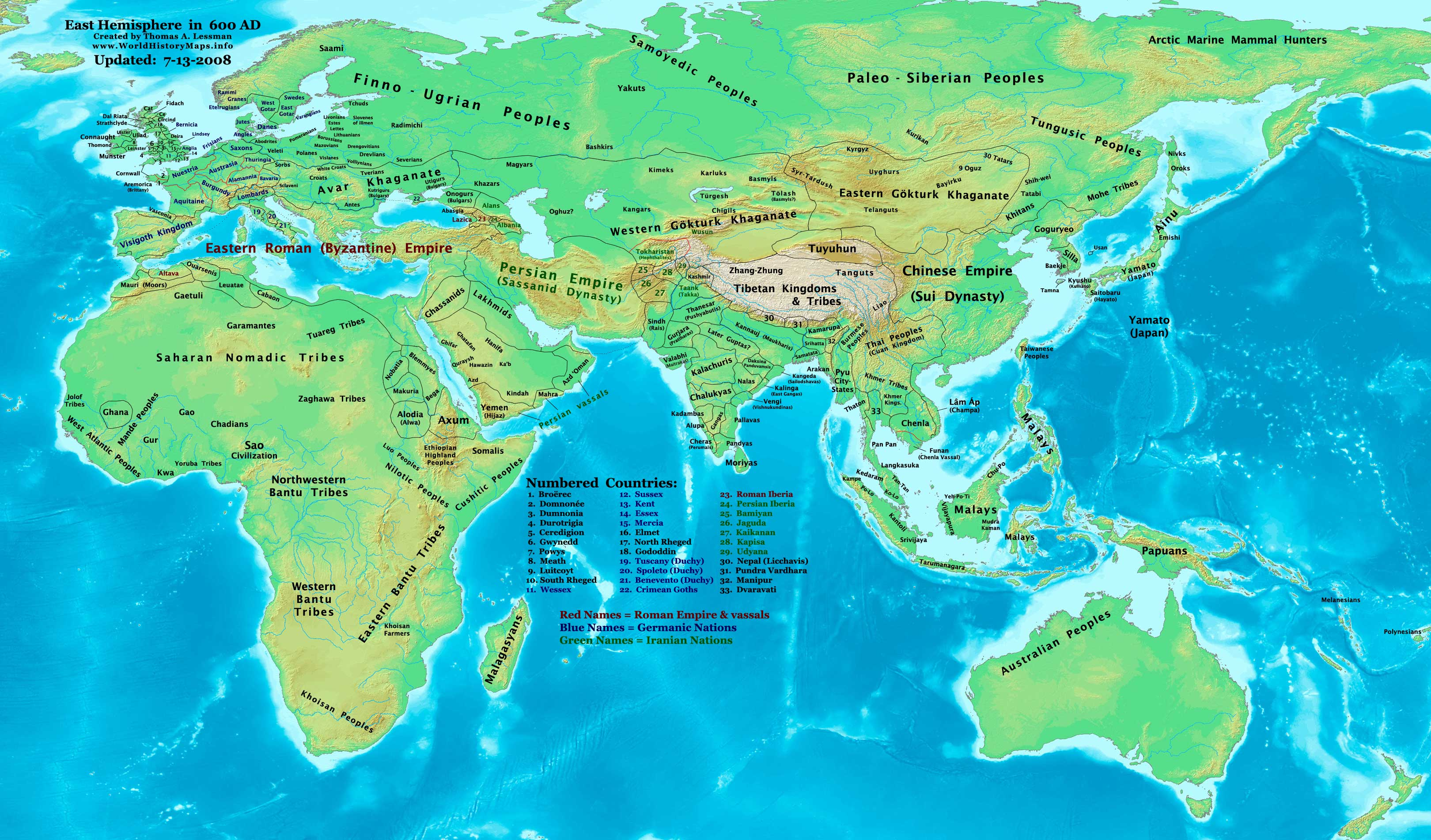
서기 600년에 비슈누쿤디나 영토가 크게 축소되었고, 찰루키아가 국경으로 진출하였다.

## 정부
비슈누쿤디나에는 인드라팔라나가라(Indrapalanagara), 덴둘루루(Denduluru), 아마라바티(Amaravati)라는 세 개의 중요한 도시가 있었으며, 행정상의 편의를 위해 제국은 다수의 라슈트라(Rashtra)와 비사야(Vishaya)로 분할되었다. 비문은 팔키 라슈트라, 카르마 라슈트라, 구다디 비사야 등을 나타낸다.
마다바 바르마 3세는 왕실 구성원을 왕국 내 여러 지역의 부왕으로 임명했다.
왕은 사법부의 최고 상소법원이었다. 비슈누쿤디나 통치자들은 다양한 범죄에 대해 다양한 종류의 형벌을 제정했으며, 그들은 공정한 판단과 높은 정의감으로 유명했다.

### 군대
그들의 군대는 전통적인 4중 사단으로 구성되었다.
- 코끼리
- 병거
- 기병대
- 보병

하스티코사는 코끼리 부대를 책임지는 장교이고 비라코사는 지상군을 책임지는 장교였다. 이 장교들은 왕을 대신하여 보조금을 지급하기도 했다.

### 세금
토지 수입을 징수하기 위해 잘 조직된 관리 기구가 있었을 것으로 보이며, 아그라하라 마을은 세금 면제를 누렸다. 고고학자들은 비슈누쿤디나 통치자의 16가지 유형의 동전을 발견했다.

## 종교
마다바 바르마 2세 이전의 비슈누쿤디나 왕들에 대한 모든 기록은 이들이 힌두교의 후원자였다는 것을 보여준다.
마다바 바르마 2세의 즉위 때부터 브라만교의 공격적인 자기 주장이 발생했다. 라자수야, 사르바메다 및 아슈바메다와 같은 정교한 베다 의식이 수행되었다. 이 모든 희생을 축하하는 것은 브라만 부흥의 전통적인 정신을 나타낸다. 통치자 중 일부는 스스로를 '파라마 마헤스바라스'라고 불렀다. 비문은 그들의 가정신인 스리 파르바타 스와미를 나타낸다.
마다바 바르마 및 고빈다 바르마와 같은 통치자의 이름은 그들의 비슈누파 성향을 보여준다. 따라서 시바파와 비슈누파의 힌두교 종파 모두 그들로부터 동등한 후원을 받았을 것이다.

## 문학
비슈누쿤디나는 또한 배움의 위대한 후원자였다. 그들은 베다 학습을 위해 대학을 설립했으며, 학식 있는 브라만들은 땅을 선물로 받았다. 인드라 바타라카는 베다 문학에 대한 교육을 제공하기 위해 많은 학교를 설립했다. 마다바 바르마의 여러 정교한 베다 의식의 수행은 브라만교에 대한 통치자의 믿음과 이 기간 동안 사람들에게 베다 학습의 인기를 증명한다.
비슈누쿤디나 왕 중 일부는 여러 책의 저자로 인정받았다. 비크라멘드라 바르마 1세는 기록상 위대한 시인인 마하카비로 묘사되었다. 또한 '자나스라야 찬도 비치티'라는 산스크리트어 시학에 대한 불완전한 작업은 '자야스라야'라는 칭호를 지닌 마다바 바르마 4세에 기인한다. 산스크리트어는 왕실의 후원을 받았다.

## 예술과 건축

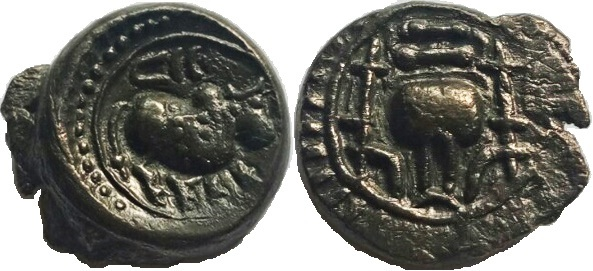
비슈누쿤디나 제국, 서기 420-674년, 구리 주조, 4.65g, 비다르바(마하라슈트라), 황소 유형.
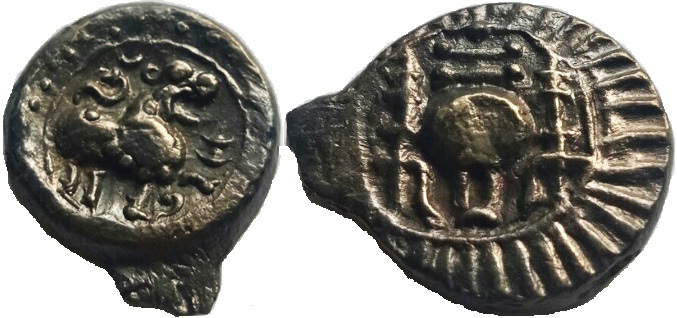
비슈누쿤디나 제국, 서기 420-674년, 주조 구리, 7.80g, 비다르바(마하라슈트라), 사자 유형.
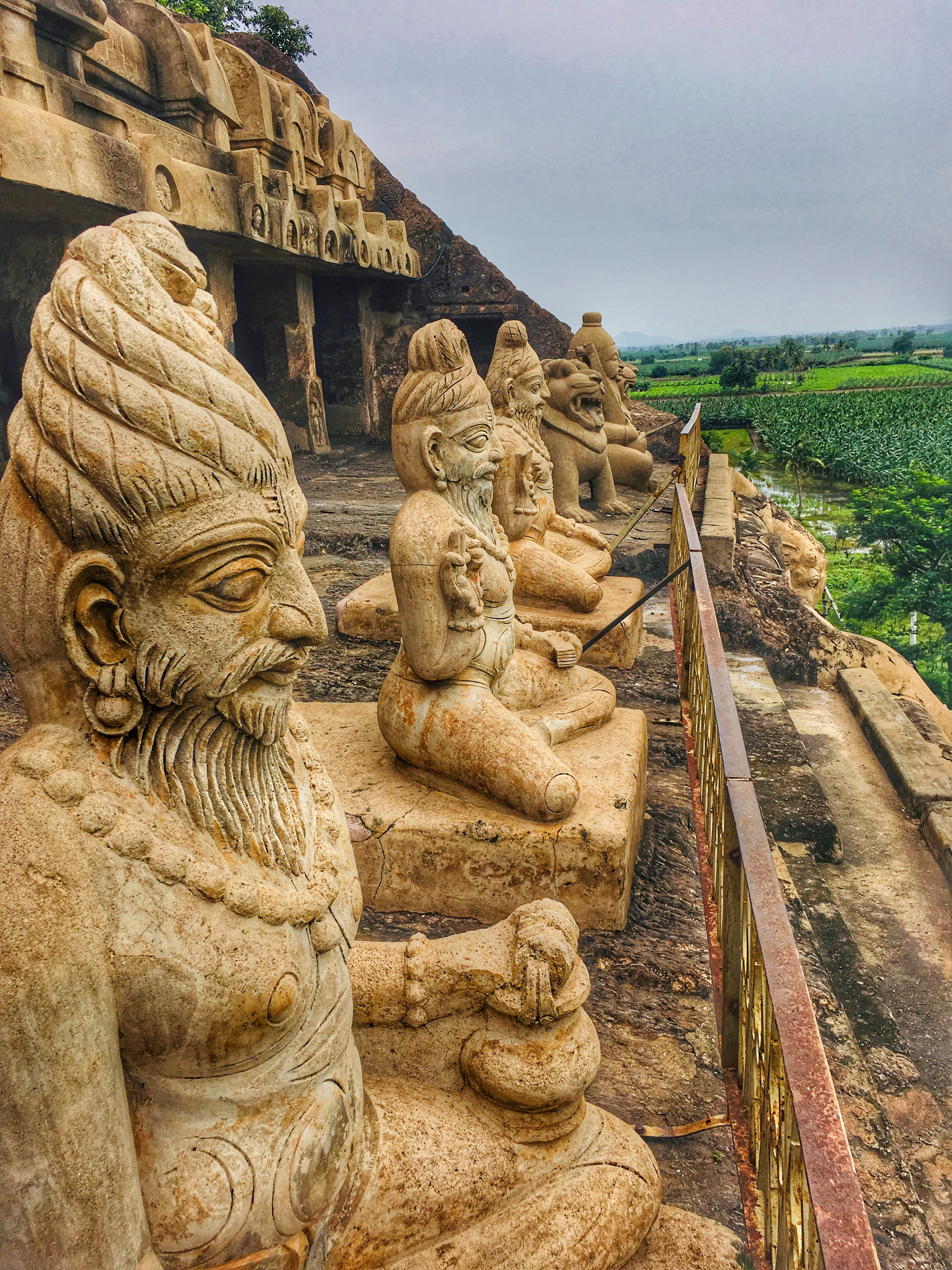
운다발리 동굴에 있는 승려 조각품.

시바의 열렬한 신봉자인 비슈누쿤디나 왕조는 시바에게 헌정된 여러 석굴 사원 건설에 책임이 있었던 것으로 보인다. 베즈와다, 모갈라자푸람, 운다발리 석굴 및 바이라바콘다의 석굴 구조는 이 기간으로 거슬러 올라간다. 이 석굴 사원 중 일부는 팔라바 마헨드라 바르만 1세에 기인한 것이지만, 이 기간 동안 비슈누쿤디나의 통치 아래 있던 동굴과 지역에서 발견된 상징은 이것이 비슈누쿤디나의 공헌임을 분명히 보여준다. 운다발리의 큰 4층 동굴과 넬로르 지역의 바이라바콘다에 있는 8개의 동굴 사원은 팔라바 마헨드라 바르만 시대의 건축물과 분명히 유사하다.

## 같이 보기
- 바카타카
- 살란카야나
- 동찰루키아
- 인도의 역사

## 참고 문헌
- Durga Prasad, History of the Andhras up to 1565 A. D., P. G. PUBLISHERS, GUNTUR (1988)
- South Indian Inscriptions
- Nilakanta Sastri, K.A. (1955). A History of South India, OUP, New Delhi (Reprinted 2002).